# Itara ivanovi
Itara ivanovi är en insektsart som beskrevs av Andrej Vasiljevitj Gorochov 2008. Itara ivanovi ingår i släktet Itara och familjen syrsor. Inga underarter finns listade i Catalogue of Life.